# Краснов, Александр Фёдорович
Алекса́ндр Фёдорович Красно́в (21 июня 1929, д. Александровка, Новоспасский район (ныне Ульяновской области) — 27 октября 2015, Самара) — советский и российский травматолог-ортопед, ректор Куйбышевского медицинского института/Самарского государственного медицинского университета (1967—1998), почётный ректор СамГМУ (с 1999 гг.), один из основателей медицинского университета «Реавиз».
Лауреат Государственной премии РФ (1997) и премии Правительства РФ (2001), заслуженный деятель науки РСФСР (1978), доктор медицинских наук, профессор, академик Российской академии медицинских наук (1993) и Российской академии наук (2013).
Почётный гражданин города Куйбышева (1984).

## Биография

### Научно-педагогическая деятельность
С отличием окончил Куйбышевский медицинский институт. В 1958 г. защитил кандидатскую, и в 1963 г. — докторскую диссертацию. С 1967 по 1971 г. заведовал 2-й кафедрой госпитальной хирургии (в 1972 была переименована в кафедру травматологии, ортопедии и военно-полевой хирургии), которой он руководил до 2003 г. С 1963 г. по 1967 г. был проректором по учебно-воспитательной работе Куйбышевского медицинского института
- 1986 год — был избран членом-корреспондентом АМН СССР,
- 1991 год — избирается президентом ассоциации травматологов-ортопедов России,
- 1993 год — действительный член Российской академии медицинских наук.

С 1967 по 1998 гг. — ректор Куйбышевского государственного медицинского института, Самарского государственного медицинского университета. За это время в вузе была создана мощная материально-техническая база, развёрнуты новые кафедры и факультеты. Впервые в Советском Союзе было организовано специализированное отделение клинической и экспериментальной теномиологии, или сухожильно-мышечной пластики. В числе первых открыто отделение микрохирургии.
По его инициативе в 1992 г. в университете была создана кафедра семейной медицины. В 1994 г. было издано первое в России двухтомное руководство «Семейная медицина», за которое ученому и его соавторам была присуждена премия Правительства РФ.
Основатель Самарской научно-педагогической школы травматологов-ортопедов. Им подготовлено 18 докторов и 52 кандидата медицинских наук. Многие его ученики заведуют кафедрами, травматологическими отделе- ниями крупных лечебных учреждений.
Более 15 лет являлся экспертом хирургической секции Экспертного совета по медицине ВАК России. Свыше 20 лет возглавлял Куйбышевское (затем Самарское) отделение Фонда мира.
С 1991 по 1997 г. − президент Ассоциации травматологов и ортопедов России. С 1989 по 2006 г. возглавлял ассоциацию травматологов-ортопедов Самарской области, с 1998 г. являлся экспертом-консультантом Всемирной организации здравоохранения по борьбе с костно-мышечными заболеваниями.
Являлся членом редакционного совета журналов «Ортопедия, травматология и протези- рование», «Казанский медицинский журнал», «Врач», «Травматология и ортопедия России».
Основное направление научных исследований — сухожильно-мышечная пластика в травматологии и ортопедии; заложил основы экспериментальной и клинической теномиологии. За комплекс работ в этом направлении и внедрении в практику новых способов лечения ученому была присуждена Государственная премия РФ в области науки и техники за 1997 г. Обосновал и осуществил пересадку слабых мышц, находящихся в состоянии глубокого пареза, что ранее считалось запрещённым. Одновременно развил теорию о воспитании и управлении пересаженными мышцами, отработке правильной осанки и нового акта ходьбы с учётом вновь появившихся возможностей. Разработал и внедрил в практику свыше 30 новых операций по таким направлениям как статическая и импульсная гимнастика, тонизирующая теномиопластика, спаечный процесс, миотенофасциодез, эластическая аутомиокомпрессия, закрытая остеомиоторакопластика и другие начала, вплоть до пересадки трупных мышц.
Впервые обосновал и внедрил в травматологию и ортопедию гипербарическую оксигенацию. Разработал совместно с инженерами многоместную барокамеру «Волга-МТ». Совместно с учеными-химиками разработал новое соединение, названное авторами «искусственная кость». Официально зарегистрирован данный материал под названием «ЛитАР» и применяется в травматологии, ортопедии, нейрохирургии, стоматологии и гнойной хирургии.

### Смерть
Александр Фёдорович Краснов жил в Самаре, умер 27 октября 2015 года. Похоронен на аллее Героев Городского кладбища в Самаре .

### Семья
- Отец — Краснов Федор Иванович (1902—1976).
- Мать — Краснова Нина Петровна (1902—1970).
- Супруга — Краснова Валентина Федоровна (1935 г. рожд.).
  - Дочь — Петунина Нина Александровна (1958 г. рожд.), член-корреспондент РАН, профессор, доктор медицинских наук, эндокринолог.
    - Внучка — Петунина Валентина Вадимовна, кандидат медицинских наук, доцент, дерматовенеролог.

  - Дочь — Трубилина Мария Александровна (1966 г. рожд.), кандидат медицинских наук, доцент, офтальмолог.
    - Внук — Трубилин Александр Владимирович, офтальмолог, кандидат медицинских наук, доцент кафедры офтальмологии Академии постдипломного образования ФМБА России
    - Внучка — Трубилина Анна Владимировна, дизайнер. 
      - Правнуки: Иван, Тимофей, Анастасия, Полина, Алина.

## Награды, премии, почётные звания
- Медаль «За доблестный труд. В ознаменование 100-летия со дня рождения В. И. Ленина» (1970)[3].
- Орден Трудового Красного Знамени (1971)[3].
- 1984 год — Почётный гражданин города Куйбышева.
- Орден Октябрьской Революции (1986)[3].
- Орден Дружбы (17 декабря 1994) — за заслуги перед народом, связанные с развитие российской государственности, достижениями в труде, науке, культуре, искусстве, укреплением дружбы и сотрудничества между народами[4].
- 1997 год — лауреат Государственной премии РФ в области науки и техники[5] (за разработку «Сухожильно-мышечная пластика — новое научно-практическое направление в системе реабилитации ортопедических больных»),
- Орден Почёта (1999)[6].
- 1999 год — почётный ректор СамГМУ.
- 2000 год — лауреат премии Правительства РФ в области образования за 1999 год[7] (за развитие концепции «Семейная медицина»).
- Медаль «За заслуги перед отечественным здравоохранением» (2002)[3].

## Память
- На здании СГМУ, где работал А. Ф. Краснов, установлена мемориальная доска